# Rhodri ab Owain
Rhodri ab Owain († 1195) war ein Fürst des walisischen Fürstentums Gwynedd. 
Er war ein Sohn von Owain Gwynedd und dessen zweiter Frau Christina, Tochter von Gronw ab Owain ab Edwin. Da seine Eltern Cousin und Cousine ersten Grades waren, wurde die Ehe von der Kirche nicht anerkannt und Rhodri galt wie sein Bruder Dafydd als illegitim. Nach dem Tod seines Vaters 1170 erhielt er Gebiete in Anglesey und Arfon. Zusammen mit seinem Bruder Dafydd begann er die Bruderkriege um das Reich seines Vaters. Sie griffen noch 1170 ihren Halbbruder Hywel ab Owain auf der Insel Anglesey an und töteten ihn in einer Schlacht bei Pentraeth. 1174 wurde Rhodri von seinem Bruder Dafydd jedoch gefangen genommen, doch er konnte aus der Gefangenschaft entkommen und vertrieb 1175 Dafydd aus den Gebieten westlich des Conwy. Er verbündete sich nun mit Lord Rhys, dem Fürsten von Deheubarth und heiratete eine seiner Töchter. In den folgenden Jahren herrschte Rhodri über den nordwestlichen Teil von Gwynedd, bis er 1190 von seinen Neffen Gruffydd und Maredudd, den Söhnen seines Bruders Cynan ab Owain vertrieben wurde. Mit Hilfe von Truppen von der Insel Man konnte er 1193 kurzzeitig Anglesey erobern. Er hatte vorher mit Ragnvald, König von Man vereinbart, dass er dessen Tochter heiraten würde. Er wurde jedoch schon kurz darauf wieder von Gruffydd und Maredudd vertrieben. 1194 unterstützte er vermutlich seinen Bruder Dafydd im Kampf gegen ihren Neffen Llywelyn ap Iorwerth, doch verlor er eine Schlacht gegen Llywelyn auf Anglesey. Er starb ohne Land und Besitzungen 1195 und wurde vermutlich in Holyhead begraben.
Er war in erster Ehe mit Annes, einer Tochter von Lord Rhys verheiratet, aus der er einen Sohn, Gruffydd hatte. Dieser starb ohne Erben.